# سازمان اطلاعات فراجا
سازمان اطلاعات فراجا با نام دیگر سازمان اطلاعات فرماندهی انتظامی جمهوری اسلامی ایران سازمانی اطلاعاتی زیر نظر فرماندهی انتظامی جمهوری اسلامی ایران است که در سال ۱۴۰۰ با تغییر ساختار سازمانی نیروی انتظامی تشکیل شد و وظایف رکن دوم فرماندهی انتظامی که شامل پشتیبانی اطلاعاتی فرماندهی انتظامی از هر لحاظ، حفظ آمادگی‌های لازم برای انجام هرگونه مأموریت‌های محوله، توسعه وضعیت سازمانی با نیازمندی‌های زمان و مکان، جذب نیرو و تربیت پرسنل مورد نظر، برقراری پوشش اطلاعاتی کارآمد در حیطه مرزهای کشور، انجام تحقیقات و پژوهش‌های مرتبط و تهیه و تدوین مدارک تخصصی مربوط می‌شود را بر عهده دارد. هم‌اکنون سرتیپ پاسدار غلامرضا رضائیان رئیس سازمان اطلاعات فراجا است.

## وظایف
سازمان اطلاعات انتظامی جمهوری اسلامی ایران که سابقاً پاوا نامیده می‌شد در ساختار فرماندهی انتظامی دارای دو نقش پشتیبانی و مأموریتی است؛ این دو نقش را می‌توان به شرح زیر تجزیه و تحلیل کرد:
- اول: به عنوان یکی از ارکان ستاد فرماندهی انتظامی وظیفهٔ پشتیبانی اطلاعاتی از مأموریت‌های کلی فراجا را عهده‌دار بوده و در حقیقت تأسیس نیازمندی‌های اطلاعاتی برای اجرای مأموریت‌ها و وظایف اطلاعاتی سازمان اطلاعات فراجا است.
- دوم: با توجه به واگذاری اجرای بخشی از مأموریت‌های فراجا به سازمان اطلاعات انتظامی کشور این سازمان علاوه بر نقش پشتیبانی اطلاعاتی از مأموریت‌های فراجا، وظیفهٔ اجرای مستقیم برخی از مأموریت‌ها را رأساً بر عهده دارد.

در اسناد موجود سازمانی شرح مأموریت سازمان اطلاعات فراجا در سه بند اعلام گردیده و مفاد کلی بندهای مذکور عبارتند از:
1. تهیه و تنظیم سیاست‌ها و خط مشی‌ها، طرح‌ها، برنامه‌ها، دستورالعمل‌ها و آیین‌نامه‌های مربوط به جمع‌آوری و پرورش اخبار و اطلاعات
2. حفظ استعداد و توان عملیاتی واحدهای اطلاعات انتظامی در سراسر کشور از طریق نظارت و کنترل مداوم و برنامه‌ریزی برای ارتقای شایستگی عملیاتی و حرفه گرایی
3. انجام امور تمرکزی واگذار شده و همچنین هدایت و اداره عملیات امنیت عمومی فراجا در امور خاص و بنا به دستور[۴]

### جایگاه و مأموریت در بستر قانون
قانون فراجا مصوب ۱۳۶۹/۴/۲۶ مجلس شورای اسلامی مشتمل بر ۱۱ ماده و ۲ تبصره است که مادهٔ ۴ این قانون عمده‌ترین و اساسی‌ترین ماده در تبیین و تعیین مأموریت و وظایف پلیس است و به عنوان مبنا و اساس وظایف و مأموریت‌های رده‌های مختلف در فراجا مورد استفاده و ملاک قرار می‌گیرد؛ بنابراین وظایف ذکر شده در ماده ۴ قانون فرماندهی انتظامی از جمله وظایف اطلاعاتی در پشتیبانی از مأموریت‌های محوله است که با دقت نظر در وظایف مذکور، ۳ دسته مأموریت اطلاعاتی حاصل می‌گردد:
- دسته اول: مأموریت‌هایی هستند که مرتبط با امنیت عمومی کشور بوده و برای پیشگیری و مقابله با عوامل مخل امنیت ایفای وظیفه می‌کنند؛ این دسته از وظایف شامل بندهای ۱ تا ۸ ماده ۴ قانون فراجا می‌شود.
- دسته دوم: مأموریت‌هایی هستند که به‌طور مشخص در حوزهٔ جرم دارای تعریف قانونی و مشخصی هستند، این نیروها ضابطان قضایی و کشف جرائم‌اند و در ساختار و سازمان فراجا واحدهای تخصصی مثل پلیس آگاهی یا پلیس مبارزه با مواد مخدر برای ایفای وظایف محوله سازمانی سازماندهی شده‌اند؛ این دسته از وظایف شامل بند ۸ ماده ۱۴ قانون فراجا می‌باشد.
- دسته سوم: شامل برخی از وظایف مثل موضوع سلاح و مهمات یا مسائل امنیتی است که در مأموریت سازمان اطلاعات فراجا قرار گرفته‌است؛ این دسته از وظایف شامل بندهای ۲، ۳، ۴، ۷ و ۱۰ ماده ۴ قانون فراجا می‌باشد.[۶][۷]

### مأموریت در ساختار و سازمان فراجا
واحدهایی از فراجا که دارای معاونت اطلاعات یا واحد اطلاعات است: اطلاعات جنایی آگاهی، اطلاعات مبارزه با مواد مخدر، اطلاعات پلیس پیشگیری، اطلاعات یگان ویژه، اطلاعات هوافراجا و اطلاعات مرزبانی فراجا و مأموریت اطلاعاتی در مبحث پیشگیری از ناامنی و حفظ آسایش و امنیت عمومی. این بخش از مأموریت را که می‌توان به عنوان زیربنا و بستر ایجاد و توسعهٔ امنیت نامید و بسیاری از مأموریت‌های دیگر اطلاعاتی در بخش‌های دیگر را پشتیبانی و هدایت می‌کند ناظر به بند ۱ ماده ۴ از قانون فراجا است.
کنترل جمعیت و جمع‌آوری اطلاعات از محیط‌های اجتماعی به عنوان وظیفهٔ اصلی و اساسی در این بخش از مأموریت تمام مؤلفه‌ها و چالش‌های امنیتی که می‌تواند امنیت را تحت تأثیر قرار دهد در حیطهٔ جمع‌آوری اخبار و اطلاعات به صورت عمومی قرار می‌گیرد و شامل وظایفی است:
1. جمع‌آوری اخبار و اطلاعات از تشکل‌ها و جمعیت‌های قانونی و غیرقانونی در حوزه استحفاظی
2. شناسایی و کنترل افراد سابقه‌دار و مشکوک در حوزه استحفاظی
3. شناسایی و کنترل خانواده‌های گروهک‌ها و زندانیان و معدومان سیاسی در حوزه استحفاظی
4. شناسایی و کنترل جغرافیایی جرائم در حوزه استحفاظی
5. جمع‌آوری اخبار و اطلاعات در محدودهٔ اماکن و مناطق دارای طبقه‌بندی و اهمیت امنیت
6. جمع‌آوری اخبار و اطلاعات از نارضایتی‌ها و اعتراضات اجتماعی در حوزه استحفاظی
7. جمع‌آوری اخبار و اطلاعات از جرائم پنهان (غیر مشهود)
8. جمع‌آوری اخبار و اطلاعات از تهدیدهای احتمالی علیه شخصیت‌ها و اماکن دارای طبقه‌بندی
9. جمع‌آوری اخبار و اطلاعات دربارهٔ وقایع اتفاقی-امنیتی در حوزه استحفاظی
10. کنترل جمعیت اتباع خارجی مجاز و غیرمجاز[۸]

### اهداف
مطابق بند ۳ ماده ۴ قانون تمرکز اطلاعات مصوب ۱۳۶۸/۲/۱۲ مجمع تشخیص مصلحت نظام اهداف اطلاعات انتظامی شامل این موضوعات می‌باشند: اجتماعی، حوادث و جرائم، امور مرزی، کارگری، امور بیگانگان، کشاورزی، بهداشتی و درمانی، فرهنگی و آموزشی ،مذهبی، سیاسی و امنیتی. هر کدام از این موضوعات شاخص‌های مربوط به خود را دارند.

## اطلاعات انتظامی
اطلاعات انتظامی، عبارت است از مجموعه اطلاعات پیرامون جرائم و تخلفات اجتماعی اعم از دزدی، جنایت، فساد، قاچاق، سوء استفاده، ارتشاء و مشابه آن و همچنین اطلاعات پیرامون عوامل این جرائم و تخلفات. ضرورت اطلاعات انتظامی، ایجاد اشراف کلی درحوزه استحفاظی فرماندهی انتظامی، برای کنترل و پایش اوضاع از هر لحاظ، شناسائی تهدیدات و آسیب‌پذیری‌ها برای برقراری نظم و امنیت و حفظ و توسعه آن به نحو مطلوب در جهت تقویت و تأمین سیاست‌های داخلی و خارجی کشور می‌باشد.
کارکرد اطلاعات انتظامی، دریک تقسیم کار منطقی در سه رده امنیتی موانع، شناسائی و کنترل انجام گرفته و قادر به پاسخگوئی به نیازهای اطلاعاتی سلسله مراتب فرماندهی متبوع خود می‌باشد. اصل مهم در استفاده از این زنجیره امنیتی شناخت درست اوضاع و به‌کارگیری سلسله مراتبی آنها و کارآمدی هر کدام از این مراحل می‌باشند.

## رؤسای سازمان
| رؤسای سازمان اطلاعات فراجا | رؤسای سازمان اطلاعات فراجا   | رؤسای سازمان اطلاعات فراجا | رؤسای سازمان اطلاعات فراجا | رؤسای سازمان اطلاعات فراجا | رؤسای سازمان اطلاعات فراجا |
| ر.                         | رئیس                         | آغاز تصدی                  | پایان تصدی                 | فرمانده کل فراجا           | منبع                       |
| -------------------------- | ---------------------------- | -------------------------- | -------------------------- | -------------------------- | -------------------------- |
| ۱                          | سرتیپ پاسدار محمد بابایی     | ۱۴۰۰                       | ۹ بهمن ۱۴۰۱                | سرتیپ پاسدار حسین اشتری    | [ ۱۱ ]                     |
| ۲                          | سرتیپ پاسدار غلامرضا رضائیان | ۹ بهمن ۱۴۰۱                | در حال تصدی                | سرتیپ پاسدار احمدرضا رادان | [ ۱۲ ]                     |

## عملیات‌ها

### عملیات‌های موفق
- شناسایی و کشتن پیرمحمد شه‌بخش در فروردین ۱۴۰۱ در جاده میامی به سبزوار[۱۳]
- دستگیری شبکه ۵ نفره جاسوسی موساد در مرداد ۱۴۰۱[۱۴][۱۵]
- زیر ضربه بردن ۱۶ باند و شبکه سازمان یافته قاچاق سلاح و همچنین کشف ۸۳۱۴ قبضه سلاح از ۲۶ شهریور تا ۱۴ آذر ۱۴۰۱.[۱۶]
- دستگیری ۲ نفر از معترضان خیزش ۱۴۰۱ ایران در قم که اقدام به ساخت کوکتل مولوتوف در پایگاه مقاومت بسیج کرده بودند.[۱۷][۱۸]
- دستگیری ۲ نفر از افراد متهم به حمله مسلحانه به بازار ایذه و کشتن ۲ نفر دیگر در عملیات مشترک با وزارت اطلاعات و سازمان اطلاعات سپاه پاسداران و همچنین نیروهای ویژه پاد وحشت فراجا در آذر ۱۴۰۱[۱۹][۲۰][۲۱][۲۲](برخی از گزارش‌ها از جمله روایت مادر کیان پیرفلک عاملین تیراندازی به مردم را نیروهای امنیتی جمهوری اسلامی می‌دانند)[۲۳][۲۴][۲۵][۲۶]
- دستگیری ۴ نفر از معترضان خیزش ۱۴۰۱ در تهران توسط نیروهای مرکز عملیات سازمان اطلاعات فاتب در ۴ دی ۱۴۰۱.[۲۷]